# Mabel Philipson
Pour les articles homonymes, voir Russell et Phillipson.
Mabel Philipson (née Russell ; 2 janvier 1886 - 9 janvier 1951), connue sous le nom de Mme Hilton Philipson lorsqu'elle n'est pas sur scène, est une actrice et femme politique britannique. Après avoir joué dans plusieurs pièces à Londres, y compris une période en tant que Gaiety Girls (en), elle décide de quitter le théâtre pour épouser Hilton Philipson (en) en 1917. Son mari représente le Parti national-libéral aux élections générales de 1922 et, bien qu'il ait gagné, le résultat est finalement déclaré nul. Mabel Philipson se présente pour le Parti conservateur lors des élections partielles subséquentes de 1923, obtenant une majorité plus importante que son mari. Ce faisant, elle devient la troisième femme à occuper un siège à la Chambre des communes après que cela soit légalement possible en 1918, en tant que députée de Berwick-upon-Tweed.
Philipson n'aimant pas parler au Parlement, elle concentre ses efforts sur le travail des comités et dans sa circonscription. Elle fait partie d'une délégation parlementaire envoyée en Italie en 1924 pour rencontrer Benito Mussolini, qui la décrivit comme « la bella Russell ». En 1927, elle peut présenter un projet de loi d'initiative parlementaire,ensuite été adopté sous le nom de Nursing Homes Registration Act 1927. Philipson prend sa retraite de la politique en 1929, lorsque son mari décide de se concentrer sur ses affaires, déclarant que « la raison pour laquelle j'ai occupé le siège a cessé d'exister ». Elle revient à la comédie pendant une période, avant de quitter cette profession pour se concentrer sur ses enfants.

## Jeunesse
Philipson est née Mabel Russell le 2 janvier 1886 au 1 Copeland Avenue, Peckham. Elle est l'aînée des trois enfants d'Albert Russell, représentant itinérant des ventes de Birmingham et d'Alice Russell (nėe Shaw), couturière. En raison de la nature itinérante du rôle de son père, Philipson aide à élever ses frères et sœurs après le décès de sa mère en 1898.

## Carrière d'actrice

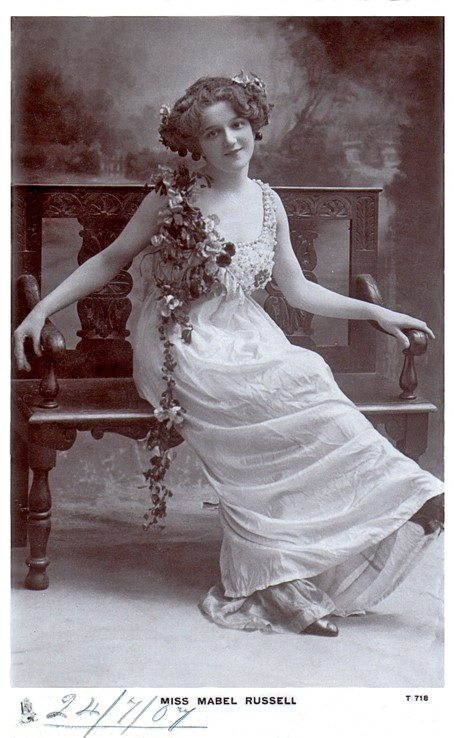
Mabel Russell en 1907.

Après avoir quitté l'école, Philipson trouve du travail dans un théâtre de Clapham Junction avant de jouer un rôle dans une pièce de théâtre. Elle sert de doublure pour une actrice de pantomime et endosse le rôle lorsque la principale intéressée tombe malade. Ce rôle la conduit à un certain nombre d'autres rôles, et devient même une Gaiety Girl au London Gaiety Theatre où elle obtient  un rôle dans Havana, avant de jouer le rôle de Fifi lors de la première londonienne de La Veuve joyeuse à Londres en 1907. En 1913, Philipson joue un rôle dans Within The Law, un drame recommandé par Sir Herbert Tree. Elle est considérée pour le rôle d'Eliza Doolittle (en) dans Pygmalion, mais ne  peut finalement pas accepter le rôle en raison d'obligations contractuelles. Au lieu de cela, elle est l'actrice principale de la pièce de théâtre London Pride en 1916, produite par Frank Curzon et Gerald du Maurier,qui reçoit des éloges,.
En 1916, Philipson décide de prendre une pause dans sa carrière, mais n'y revient finalement pas après son mariage avec Hilton Philipson. Cependant, en 1925, elle joue exceptionnellement dans une prestation de minuit pour l'hôpital Middlesex et à nouveau pour une série musicale The Beloved Vagabond pendant la pause parlementaire de 1927. Pour chaque rôle, elle reste connue sous son nom de jeune fille, Mabel Russell.
Après s'être retirée de la politique en 1929, Philipson reprend sa carrière d'actrice, avec un rôle important dans Tilly of Bloomsbury. Là, elle est régulièrement appelée « Mr. Speaker » par le directeur, à sa surprise. La dernière représentation de Philipson a lieu dans Other People's Lives en 1933 au Wyndham's Theatre.

## Carrière politique

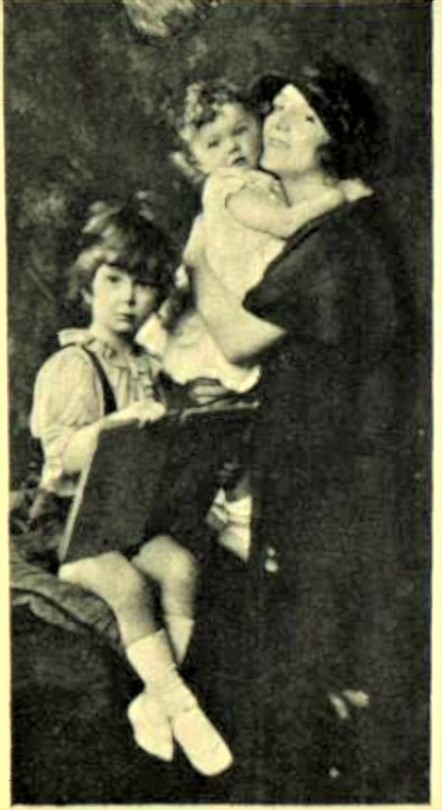
Mabel Philipson avec ses enfants en 1923 (Illustrated London News).

### Élection
Hilton Philipson est élu député de Berwick-upon-Tweed au Parlement pour le Parti national-libéral lors des élections générales de 1922. Cependant, il est destitué sur pétition en 1923, en raison de violations de la campagne impliquant son agent. Bien qu'il ait été personnellement disculpé, il est empêché de siéger dans la circonscription pendant sept ans. Mabel Philipson accepte alors de se présenter à l'élection partielle qui en a résulté, mais uniquement en tant que conservatrice Philipson est considéré comme un militant naturel, qui sait courtiser la presse, embrasser la foule et signer des autographes. Rapide d'esprit et grâce à sa formation théâtrale, excellent oratrice, elle continue à donner des discours lors de rassemblements politiques après son élection. Philipson invite des membres du public à la rejoindre pour des photos de presse.
Ont également participé à l'élection partielle Harold Burge Robson pour le Parti libéral et Gilbert Oliver pour le Parti travailliste. Il y a un grand intérêt pour les discours des candidats, de sorte que le maire doit attribuer les marches de la mairie à chaque parti chaque soir. Pendant l'élection, les députés Margaret Wintringham et Nancy Astor, ainsi que Philipson, sont surnommées à « Piété, sobriété et variété » (Piety, Sobriety and Variety). Philipson remporte l'élection partielle, occupant le siège que le Parti libéral occupait depuis 37 ans depuis la loi de 1885 sur la redistribution des sièges. Sa majorité est alors supérieure à 6 000, plus grande que celle de son mari l'année précédente. Selon le Dundee Courier &amp; Argus, son succès est dû aux « conditions locales, à la sympathie pour le capitaine Philipson et au ressentiment suscité par son délogement », alors qu'elle l'attribue elle-même au soutien des femmes et des anciens combattants.
Des milliers de personnes assistent à l'annonce des résultats le 31 mai 1922, applaudissant avec enthousiasme malgré les appels au calme du High Sheriff pendant l'annonce des chiffres. Elle ne fait pas de discours après l'annonce des résultats. Ayant développé un mal de gorge pendant la campagne, elle est escortée par six gardes du corps de la police vers les salles du comité conservateur, où elle apparaît à la fenêtre et son mari fait les remerciement en son nom. Mabel Philipson est ensuite escortée à travers la foule jusqu'à son hôtel, mais se prend un coup de coude accidentel d'un policier et se retrouve avec un œil au beurre noir.

### Temps au Parlement
Le 7 juin 1923, Mabel Philipson devient la troisième femme à occuper un siège au Parlement, près de cinq ans après la sanction royale sur la loi de 1918 sur la qualification des femmes. Lorsqu'elle entre à la Chambre des communes pour la première fois, elle est entourée des députés des deux côtés qui l'ont félicitée. Alors que le débat se poursuivait, le Président a dû activement rappeler la Chambre à l'ordre,.
Philipson serre la main du Président, puis rejoint les deux autres femmes du Parlement pour une longue conversation. La galerie est pleine de dames regardant Philipson s'asseoir. Au cours de la signature, il y a quelques commentaires d'autres membres, y compris un « Cheer up, Mabel », un sarcastique « Good old National Liberals » - qui avait précédemment occupé son siège - et un commentaire sur le futur chômage de Nancy Astor.
Alors qu'elle siège au Parlement, elle s'intéresse particulièrement au logement, à l'agriculture, au bien-être des enfants et aux questions féminines. Bien que chaque femme de l'époque ait un temps de parole plus élevé que la moyenne des hommes au Parlement, Philipson elle-même n'aime pas parler et se concentre plutôt sur sa circonscription et le travail en comité. Elle fait partie du Joint Select Committee concernant le Guardianship of Infants Bill 1923 ainsi que du Air Committee en 1925.
En 1924, Philipson fait partie d'une délégation parlementaire en Italie, où elle est la seule femme en voyage pour rencontrer le pape Pie XI et Benito Mussolini,. Mussolini avait précédemment exprimé son amusement à l'idée de femmes au Parlement, qualifiant Philipson de « la bella Russell ».
En 1927, Philipson lance un mouvement pour un enregistrement plus strict des maisons de soins infirmiers et lorsqu'elle veut présenter un projet de loi d'initiative parlementaire, elle choisit de présenter le Nursing Homes Registration Act 1927 exigeant que les maisons de soins infirmiers s'enregistrent et qu'elles soient régulièrement inspectées,.
En dehors du Parlement, elle est vice-présidente en 1927 de l' Association électrique des femmes, membre de la Women's Engineering Society et gouverneure à vie de l'hôpital Middlesex.

### Retraite

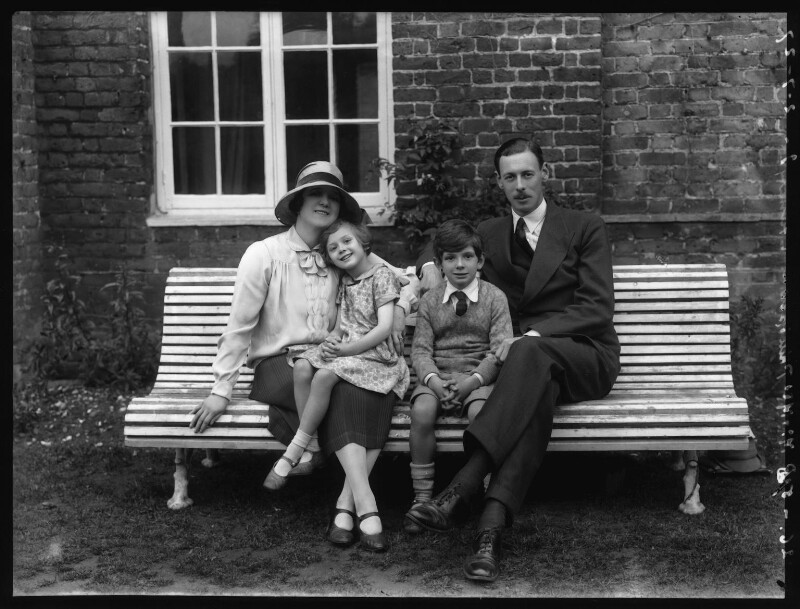
La famille Philipson en 1927 (National Portrait Gallery, Londres).

Tout au long de son mandat, Philipson considère qu'elle possède son siège seulement le temps que son mari puisse être réélu. Son mari reconnait qu'en 1924, Mabel Philipson voulait se concentrer sur son rôle de mère mais elle est restée au Parlement jusqu'en 1928. Philipson cite sa jeune famille comme l'une des principales raisons de son départ, mais aussi que son mari avait décidé de s'éloigner de la politique et de se concentrer sur son travail commercial. Elle dit : « la raison pour laquelle j'ai occupé le siège a cessé d'exister ».

## Vie privée
En février 1911, Philipson épouse Thomas Stanley Rhodes, neveu de Cecil Rhodes. Moins de six mois plus tard, en août, Stanley Rhodes est tué dans un accident de voiture près du circuit automobile de Brooklands. Elle est blessée dans le même accident, perdant sa vision d'un œil.
En 1917, elle épouse Hilton Philipson, alors lieutenant des Scots Guards et a trois enfants, des fils jumeaux et une fille. Un de ses fils meurt peu de temps après l'accouchement. Hilton Philipson quitte les Scots Guards en tant que capitaine, devenant directeur de la North East Railway Company. Elle annonce sa retraite de la politique en 1929 et de la comédie en 1933, pour se concentrer sur la garde de ses enfants. Son mari meurt en 1941 à l'âge de 48 ans à Vale Royal Abbey dans le Cheshire, et Philipson elle-même meurt le 9 janvier 1951 dans une maison de soins infirmiers à Brighton.

## Filmographie sélective
Sauf indication contraire, les informations mentionnées dans cette section peuvent être confirmées par la base de données cinématographiques IMDb,  présente dans la section « Liens externes ».
- 1907 : Sons of Martha de Charles Raymond (court-métrage)
- 1917 : Masks ans Faces de Fred Paul : non créditée[27]
- 1931 : Tilly of Bloomsbury de Jack Raymond : Mrs. Welwy